# サーベラス (モニター)
| 1871年に撮影されたサーベラス | |
| 艦歴                         | |
| 発注                         | 1867年7月1日にパルマー造船所に発注。 |
| 起工                         | 1867年9月1日 |
| 進水                         | 1868年12月2日 |
| 就役                         | 1870年9月12日 |
| 退役                         | 1924年 |
| その後                       | 1926年9月2日、防波堤として沈められる。 |
| 除籍                         | |
| 性能諸元（竣工時）           | |
| 排水量                       | 常備：3,340トン 3,560トン（満載） |
| 全長                         | 69m（225フィート） -m（水線長） |
| 全幅                         | 14m（45フィート） |
| 吃水                         | 5m（16フィート） |
| 機関                         | 型式不明石炭専焼角型缶4基&補助缶1基 +Maudslay Son & Field式レシプロ機関2基2軸推進 |
| 最大 出力                    | 1,370hp |
| 最大 速力                    | 9.75ノット （公試時：12.4ノット(1900年4月13日に記録)） |
| 航続 距離                    | 6ノットで途中停止しつつ10日間の連続航海可能 |
| 燃料                         | 石炭：210トン |
| 乗員                         | 96名（戦時には40名増員可能） |
| 兵装                         | アームストロング Mark I 10インチ：25.4cm（15口径）前装式連装砲2基 12ポンド：7.62cm単装榴弾砲2基（青銅製） （1883年：ノルデンフェルト 四銃身機関砲4基） （1890年：ノルデンフェルト 6ポンド：5.7cm（40口径）単装速射砲2基） （1897年：マキシム・ノルデンフェルト 14ポンド速射砲2基） |
| 装甲（鉄製）                 | 舷側：150〜200mm+オーク材230〜280mm 甲板：25〜38mm+チーク材250mm ブレストワーク部：200〜230mm+オーク材230〜280mm 砲塔：230〜250mm（側盾） 司令塔：-mm |

サーベラス（HMVS Cerberus）は、オーストラリア・ビクトリア植民地政府海軍が保有したモニター。インド海軍の「マグダラ」と同型。後にオーストラリア海軍が承継し、1921年にプラティパス II（HMAS Platypus II）と改名した。現在も防波堤として船体が現存している。

## 概要
本艦はイギリスの植民地であったオーストラリアのビクトリア植民地政府海軍の軍艦（HMVS＝Her Majesty's Victorian Ship）としてオーストラリアの沿岸部を防衛する任務のため、イギリスで建造された。建造のきっかけは、アメリカ南北戦争中に南軍の軍艦がメルボルンで補給をおこなうのを阻止できず、後日損害賠償を支払うはめになった出来事である。沿岸モニター艦に分類され、特に艦中央部にブレストワークと呼ばれる上部構造物を備えることから、ブレストワーク・モニターと呼ばれる系列に位置している。イギリス海軍の「デバステーション級」などと同種の艦にあたる。
本艦の仮想敵としてはドイツ海軍の「アリアドネ」やロシア帝国海軍の機帆走コルベット「アスコルド」、フランス海軍の極東艦隊などが想定されていた。中でもイギリス海軍のライバルであるフランス海軍の二等装甲艦ラ・ガリソニエール級「ラ・ガリソニエール」は強力な敵であった。列強の植民地獲得が盛んな時代にあって、本艦の存在はオーストラリアにとって熱望されていた。

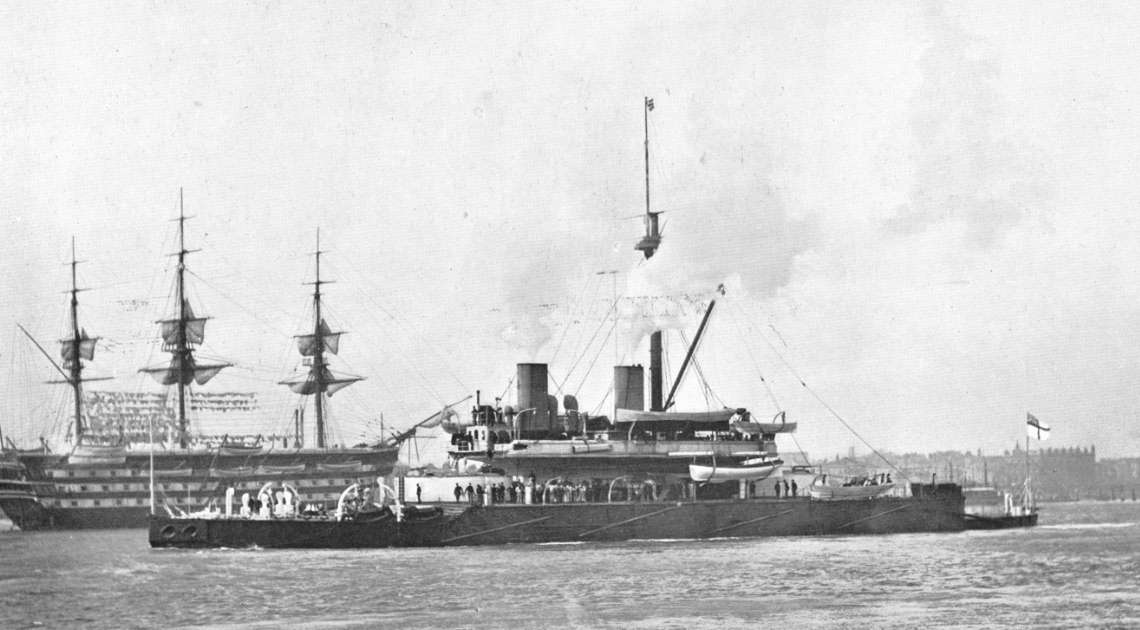
「HMS デバステーション（Devastation）」
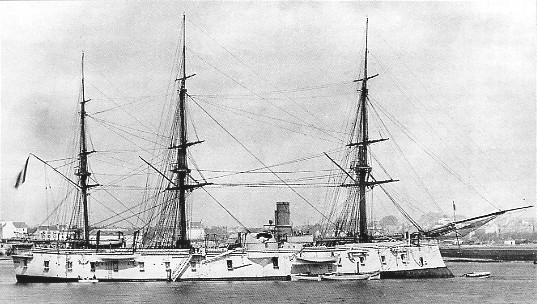
フランス海軍二等装甲艦「ラ・ガリソニエール」
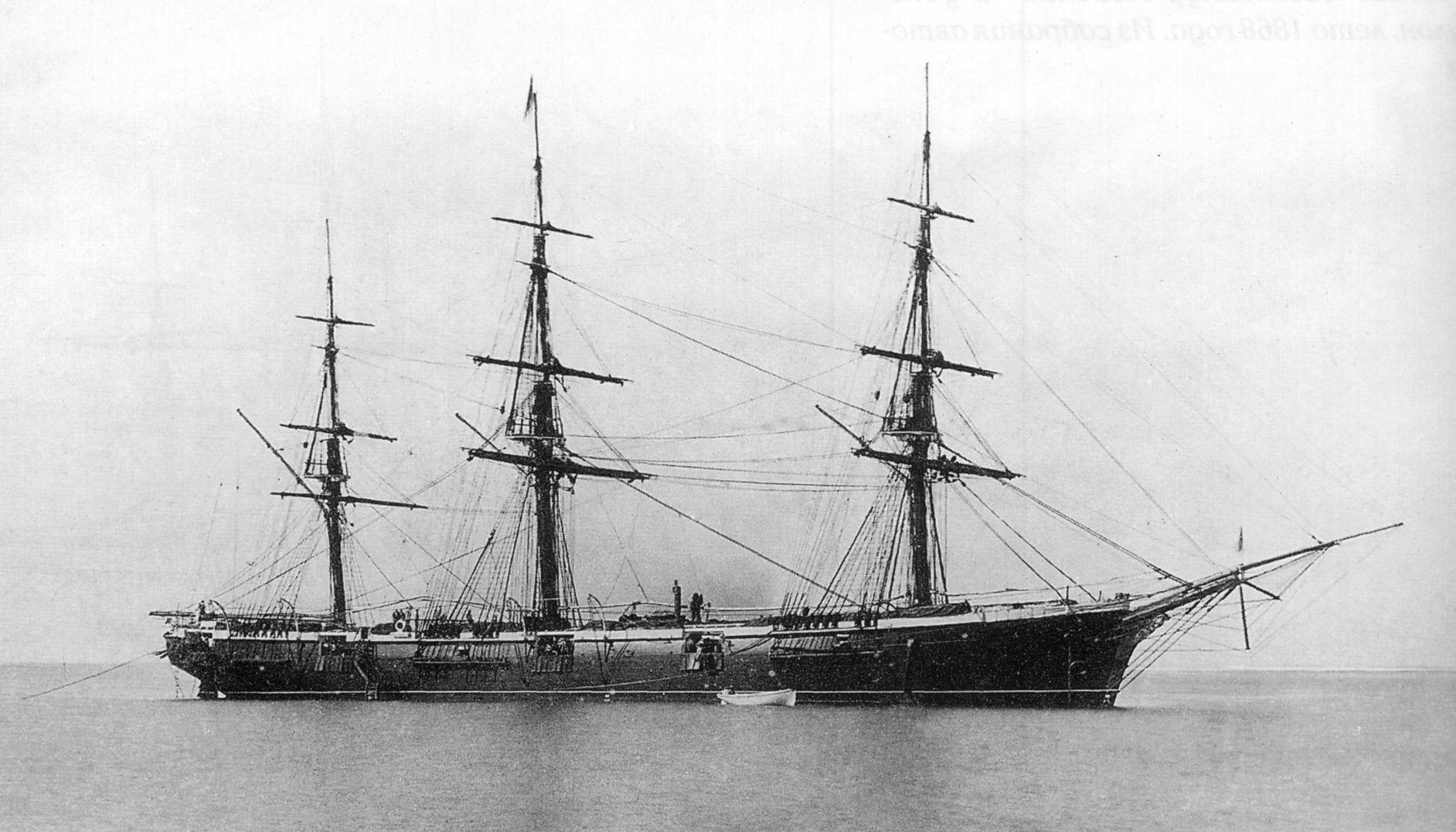
ロシア帝国海軍機帆走コルベット「アスコルド」

## 艦形

### 基本配置

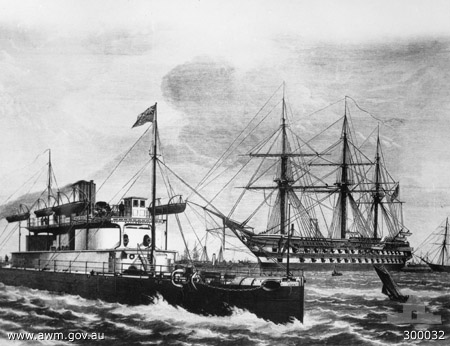
回航後の本艦を描いたイラスト。

本艦の基本構造は乾舷が低い平甲板型船体の前後に、背の低い円筒形砲塔2基を配置する当時の典型的なブレストワーク・モニターの艦形である。ブレストワークとは、砲塔基部に設けられた舷側装甲を持つ構造物のことである。当時の低い乾舷しかない船体にそのまま砲塔を置いたのでは、砲塔を填めている開口部から波浪が容赦なく艦内に浸水してしまう。そのため、砲塔の位置をブレストワークで嵩上げする事で少しでも浸水を少なくしようと言う工夫であった。この設計は同時代のイギリス海軍の装甲艦「デヴァステーション級」などにも見られる。このブレストワークのおかげで、機関区や居住区も波浪よりも高く位置することになるため、外洋航行時でも乗員が楽に行動できるスペースを得られた。
しかし、上部構造物の前後両端は主砲塔で占められてしまい、自由に使えるのは砲塔に挟まれた中心部だけのため、上部構造が上へ上へと多層構造化せざるを得なかった。
本艦の乾舷は僅か0.9mしかない。船体中央部に、甲板一段分高くなったブレストワークが設けられている。ブレストワーク上には、前方から順に、前部連装主砲塔、煙管型の通風筒と細身の1本煙突、簡素な単脚式のマスト、後部連装主砲塔が配置された。さらに前後の砲塔の上部にオーバーハングする形で空中甲板（フライングデッキ）と呼ばれる構造物が組まれており、その上に箱型の操舵艦橋を設けていた。ブレストワーク上、マストの周囲は装載艇置き場となっており、装載艇を使うときには片舷2本1組のボート・ダビットにより舷側甲板へと下ろし、そこから舷側に付いた2組のボート・ダビットにより運用されていた。

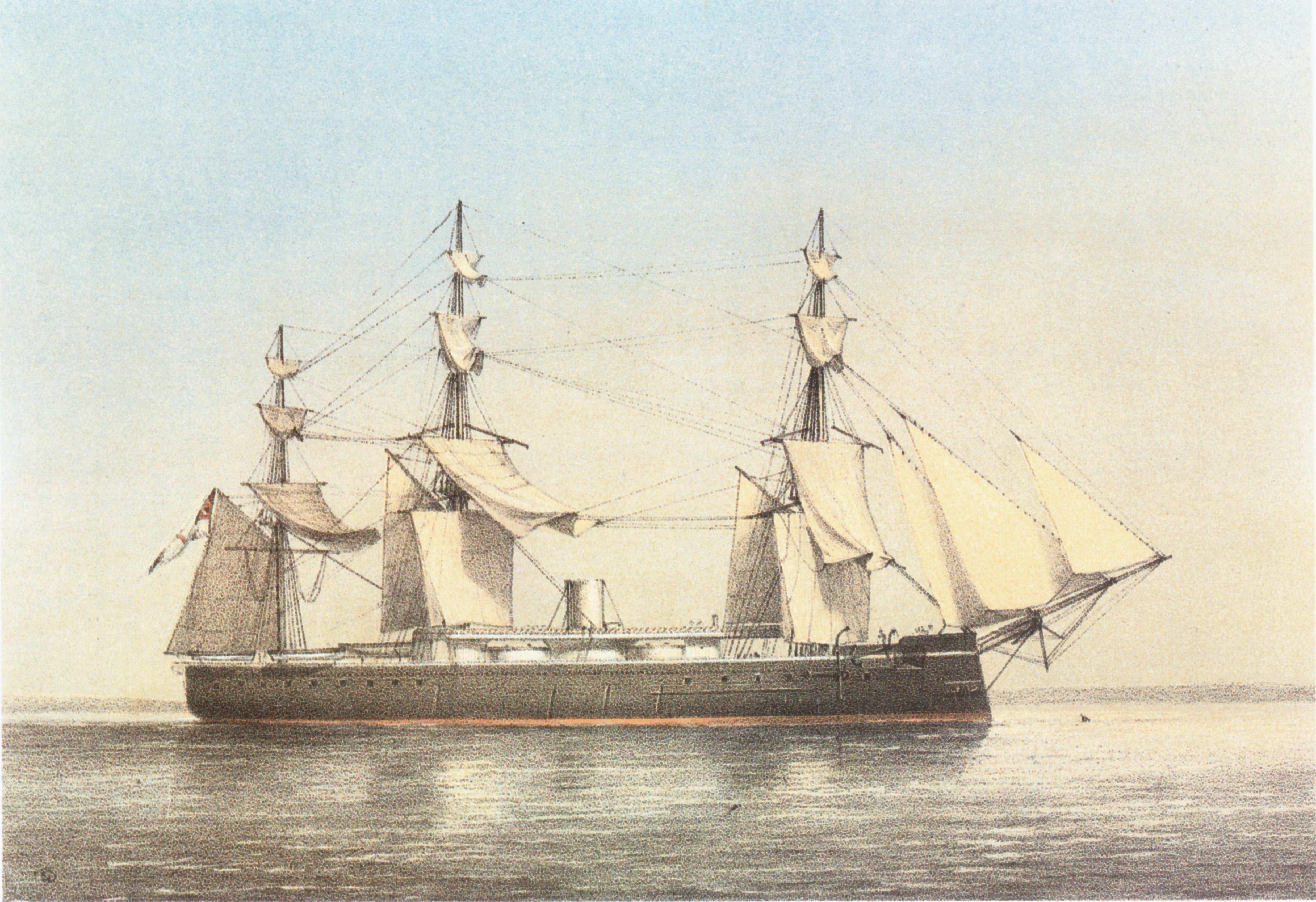
「HMS モナーク（Monarch）」

完成後、オーストラリアへの回航航海時には、航洋性能を高めるために簡易的な帆走設備と乾舷を高める囲いを臨時に装着するなどの改装が施された。当時、その姿は同時期の砲塔装甲艦「モナーク（HMS Monarch）」にやや似ていると評する者もあった。

### 武装
本艦の主武装はアームストロング社製「Mark I 25.4cm（15口径）前装式ライフル砲」である。前装式なのは当時の艦砲としては一般的であった。砲弾の装填作業は、砲塔内に砲身を人力で引き込み、400ポンドの砲弾を鉄のフックの付いたチェーンと滑車で弾薬庫から人力で吊り上げて砲口から棒で押し込む方式を採用していた。装薬は布製の袋に詰められた物を手渡しリレーで弾薬庫から砲塔内まで輸送された。
この砲を、直径約8m・高さ約4ｍほどの円筒形の砲塔内に連装で2門を納めた。砲塔の下部にはギヤが刻まれていて砲塔自体が巨大な歯車となり、補助ボイラーの蒸気を送られた蒸気機関により、歯車で動力を伝えられて旋回する。また、蒸気機関とは別に、数人がかりで回すクランクハンドルも歯車に接続され、人力によって照準の微調整がされた。つまり、本砲の場合、砲身の仰角・俯角操作、砲弾・装薬の装填に人力が欠かせず、運用には1門あたり約20名ほどの砲員を必要とした。
回航後に空中甲板上に対水雷艇用装備として「アームストロング 12ポンド（7.62cm）青銅製榴弾砲」が単装砲架で2基が追加され、更に1883年には「ノルデンフェルト 1インチ=25mm4連装機関砲」が4基搭載され、一部はマスト上に設けられた見張り所に配置された。1890年に「ノルデンフェルト 6ポンド=5.7cm（40口径）速射砲」が単装砲架で2基が追加され、1897年に近接戦闘用として「マキシム・ノルデンフェルト 14ポンド=7.62cm速射砲」が単装砲架で片舷1基ずつ計2基が追加され続けた。
艦首水面下には衝角を持っていた。

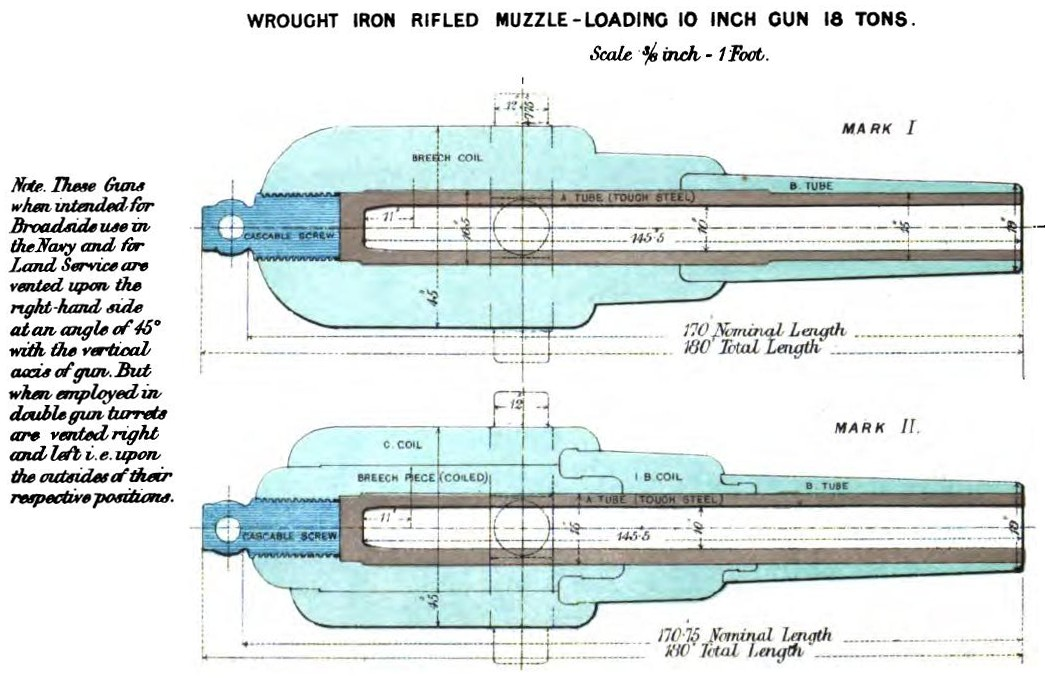
アームストロング「Mark I 25.4cm（15口径）前装式ライフル砲」の断面図。
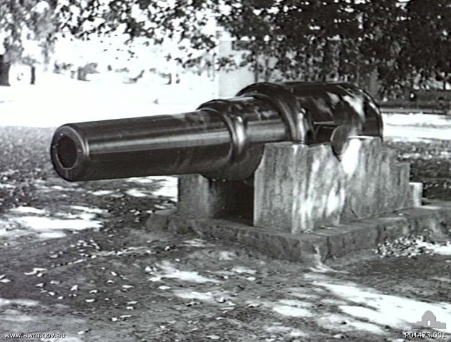
廃艦後に記念品となった本艦の「Mark I 25.4cm（15口径）前装式ライフル砲」。
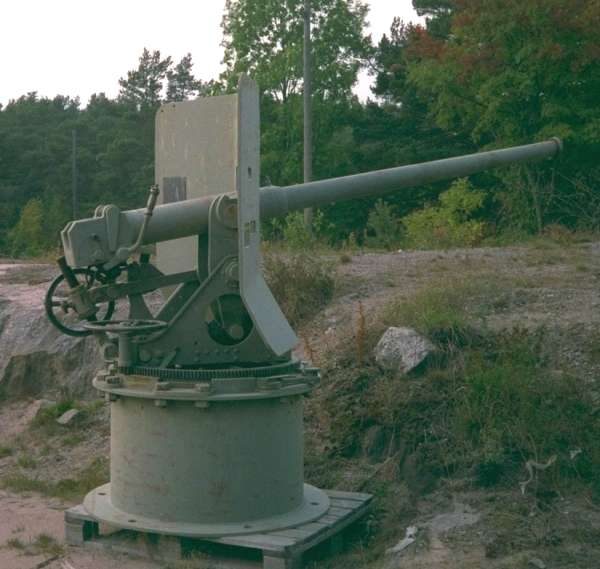
本艦にも搭載された対水雷艇用のノルデンフェルト 6ポンド速射砲。
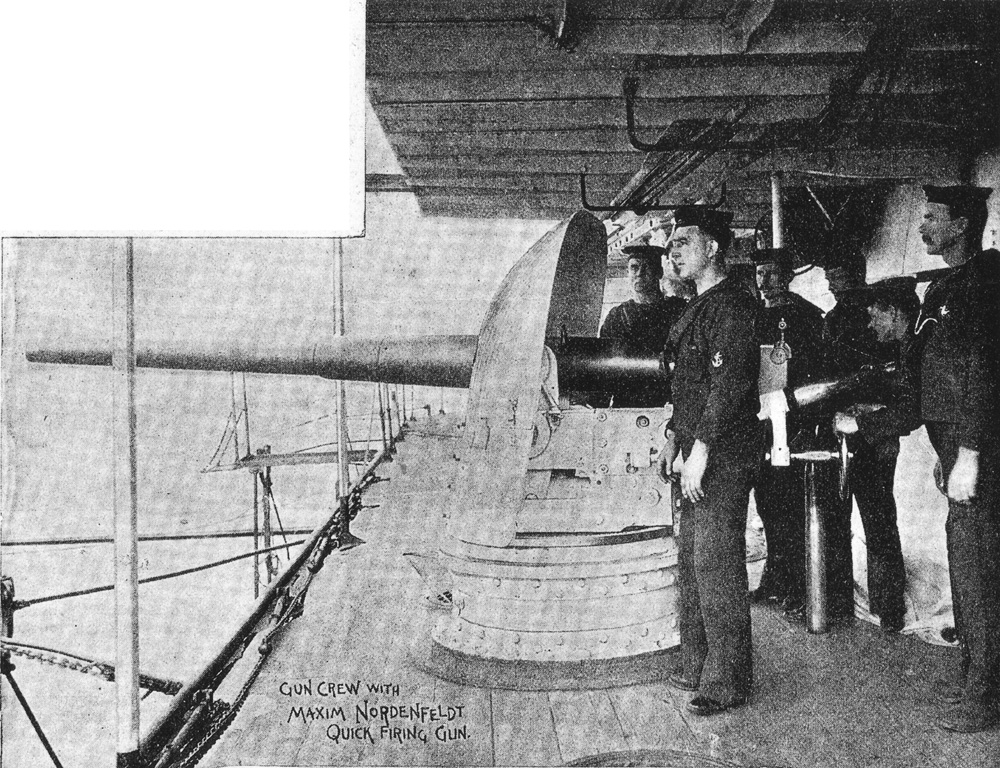
ブレストワーク上に搭載された対水雷艇用のマキシム・ノルデンフェルト 14ポンド速射砲を操作する水兵達。

### 機関

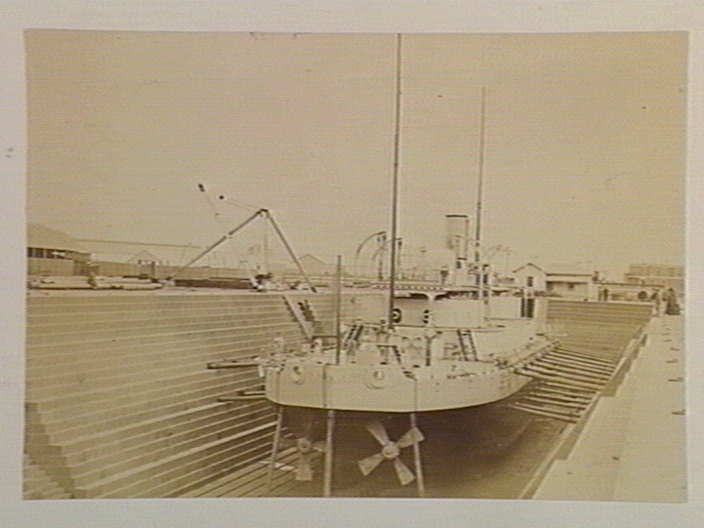
ドックで整備を受ける「サーベラス」。一枚舵と4枚羽のスクリューが良く判る写真。

本艦の機関は角型ボイラー4基にMaudslay Son & Field式単動式レシプロ機関2基2軸推進で、最大出力1,370馬力で速力9.75ノットを発揮した。燃料は石炭で、210トンの石炭で機関の整備休憩を挟みながら6ノットで10日間の連続航海が可能であった。当時の機関は現代の物と異なり、主連続航行するには信頼性も稼動性に欠けており、ある程度稼動させたら機関を停止させて整備と休憩を必要としていた。
また、平時に運用するに当たって砲塔旋回用の蒸気機関や浸水を汲み出す蒸気ポンプに開口部の少ない船内に新鮮な外気を通風するための蒸気駆動の換気扇を動かすために燃費の悪い主ボイラーを焚き続ける訳には行かず、燃費の良い小型の補助ボイラー1基を別個に搭載して平時や航海時に使用していた。
機関に接続された直径約3.7mの4枚羽根スクリューで推進され、海底に接触しないようにキールよりも高い位置にスクリューの先端が位置するように配置していた。スクリューの背後には小型の舵が据え付けられ、人力により操舵された。後に1876年に蒸気駆動の舵取り機が設置されて本艦の運動性を向上させた。

## 艦歴

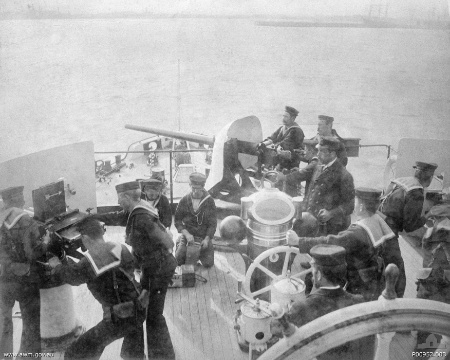
回航後に空中甲板に増設された対水雷艇用のノルデンフェルト 14ポンド速射砲を運用する水兵達。

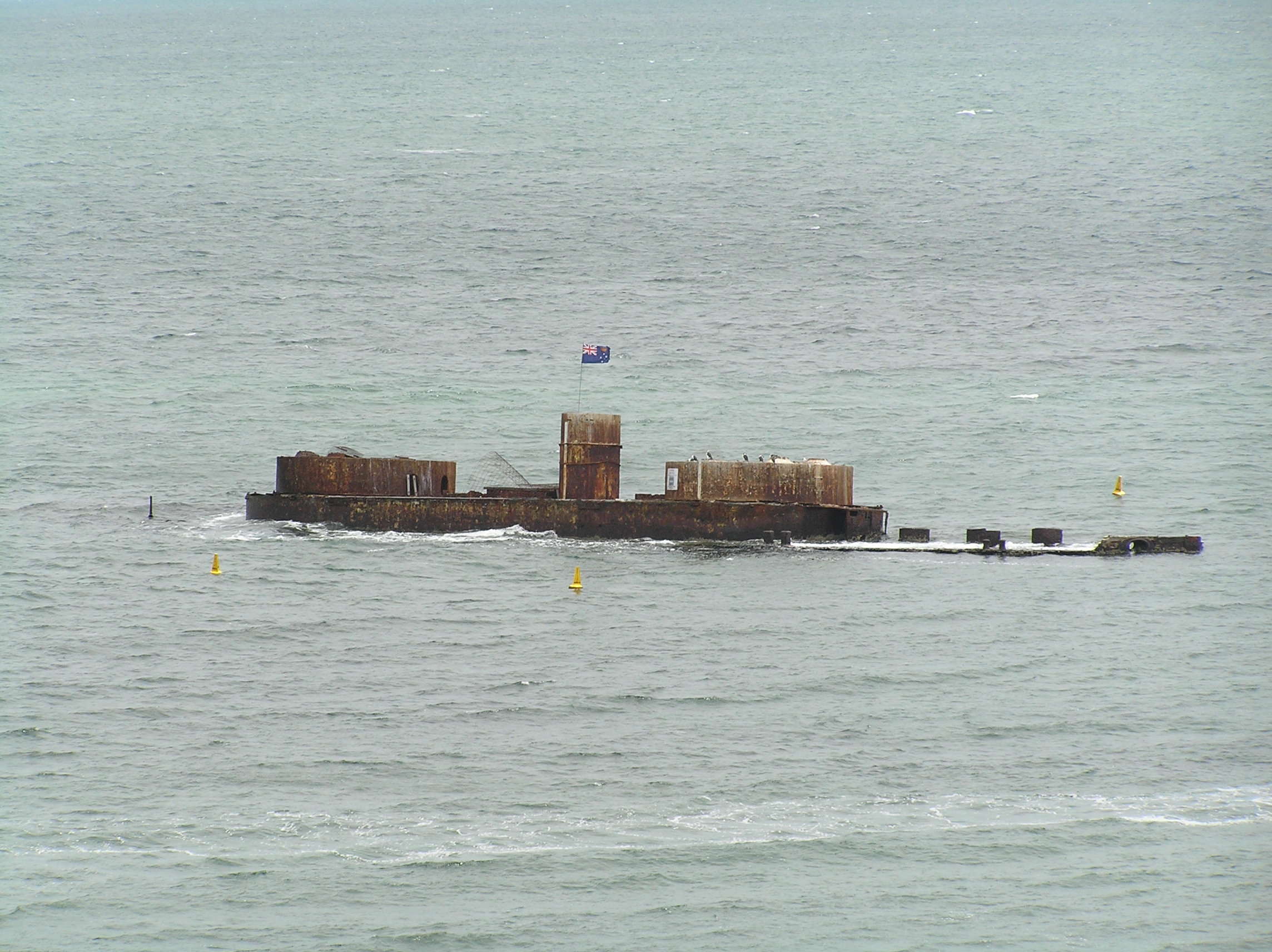
2007年時点での船体の残存状況。

竣工した「サーベラス」は、イギリスから回航され、1871年4月9日にポートフィリップ湾に到着した。燃料となる石炭搭載量がわずか210トンであったため、相当に困難な航海であった。本艦はビクトリア政府海軍の主力艦として、メルボルン港などポートフィリップ湾一帯の防衛任務に当てられた。1883年以降、水雷艇対策として各種の速射砲やサーチライト等が艦上構造物に追加された。
1911年にオーストラリア海軍が成立すると、その所属艦として引き継がれた。旧式化が著しく弾薬庫などとして使用された。1921年に「プラティパス II（HMAS Platypus II）」と改名され、港に係留されてオーストラリア海軍のJ級潜水艦部隊の支援用に使われた。
J級潜水艦部隊の解散に伴い、1924年にスクラップとして売却された。一旦は解体工事が始まったが、1926年に防波堤に転用されることとなり、ビクトリア州メルボルン郊外のブラックロック（Black Rock）にあるハーフムーン湾（Half Moon Bay）に沈められた。船体が残された世界でも稀なモニター艦となったが、波浪の影響で破損が進行しており、地元で保存運動が行われている。

### 年表
- 1867年 イギリスのPalmers Shipbuilding and Iron Companyの造船所で進水。
- 1870年 竣工。
- 1871年 オーストラリアへ回航。
- 1911年 オーストラリア海軍に移籍。
- 1921年 プラティパス IIと改名。潜水艦の係留母艦任務。
- 1924年 スクラップとして売却。
- 1926年 防波堤として沈められる。

## 同型艦

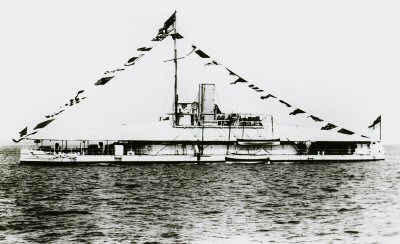
モニター艦「マグダラ」。

本艦の同型艦としてインド海軍向けに、モニター艦「マグダラ」（en:HMIS Magdala）が建造された。ボンベイ（現・ムンバイ）の防備に当てられた。またそれらより小型の「アビシニア」もあり、同じくボンベイに配置されていた。

## 参考図書
- 「世界の艦船増刊第30集　イギリス戦艦史」(海人社)
- 「Conway All The World's Fightingships 1860-1905」（Conway）